# Platja d'en Sanés
La platja d'en Sanés, també anomenada Racó d'en Sanés, o d'en Senés, és una platja natural del municipi de Cadaqués (Alt Empordà) situada a l'extrem de la península de s'Oliguera, entre la platja de sa Confitera i la platja des Caials. Orientada a l'est - sud-est, té una longitud de 12 m i una amplada de 32 m, formada per graves i còdols. L'entrada a l'aigua és complicada per l'abundor de conjunts rocallosos que afloren a nivell de l'aigua o resten a poca profunditat. La platja està limitada al sud per l'escull anomenat Punta des Bou Marí i a l'est pels Forallons de sa Llúdria.